# Nu i ro slumra in i bädden så fin
Nu i ro slumra in i bädden så fin (tyska: Wiegenlied) är en tysk vaggvisa som skrevs av Johannes Brahms 1868, känd som Brahms vaggvisa. Visan består av två verser varvid den första härstammar från en gammal folkvisa och den andra författades av Georg Scherer 1849. Texten översattes till svenska i minst två versioner, dels av Gösta Rybrant, dels av Alice Tegnér. Visan publicerades 1928 i Sånger för skolan och har sjungits in av många olika artister, bland annat Carola Häggkvist. Melodin är vanlig i speldosor.

## Svensk text
Nu i ro, slumra in, i bädden så fin, som blomman på äng, i en gungande säng.

Och Guds änglar de små, breda vingarna ut, och för barnet till ro, tills natten är slut.

Nu i ro, slumra in, lilla älsklingen min, ner i kudden dig göm, i din rosiga dröm.

Tills du väcks lilla vän, nästa morgon igen, tills du väcks lilla vän, nästa morgon igen.